# Amalie Dideriksen
Amalie Dideriksen (Kastrup, 24 de maio de 1996) é uma desportista dinamarquesa que compete em ciclismo nas modalidades de estrada e pista. Foi a campeã mundial em estrada do ano 2016.
Tem ganhado três medalhas no Campeonato Mundial de Ciclismo em Estrada, entre os anos 2016 e 2018.
Em pista obteve três medalhas no Campeonato Mundial de Ciclismo em Pista, nos anos 2018 e 2019 e três medalhas no Campeonato Europeu de Ciclismo em Pista entre os anos 2015 e 2019.
Participou nos Jogos Olímpicos de Verão de 2016, ocupando o 5º lugar na prova de ómnium.

## Biografia
Estreiou como profissional em 2015 no Boels Dolmans, um das melhores equipas ciclistas femininos do mundo, depois de ganhar o Mundial Juvenil em Estrada de 2014 e 2015, entre outras vitórias amadors.
A nível elite tem destacado desde seu primeiro ano como profissional. Ficou segunda na general da Volta a Bélgica de 2015 (com uma vitória de etapa). Mas sua maior vitória tem sido a medalha de ouro na prova de estrada do Mundial de 2016, ganhando ao esprint à grande favorita, a holandesa Kirsten Wild. Ao ano seguinte, no Campeonato Mundial não pôde revalidar o título, ainda que conseguiu a medalha de bronze.

## Medalheiro internacional

### Ciclismo em estrada
| Campeonato Mundial | Campeonato Mundial   | Campeonato Mundial | Campeonato Mundial         |
| Ano                | Lugar                | Medalha            | Competição                 |
| ------------------ | -------------------- | ------------------ | -------------------------- |
| 2016               | Doha ( Catar)        | Medalha de ouro    | Rota                       |
| 2017               | Bergen ( Noruega)    | Medalha de bronze  | Rota                       |
| 2018               | Innsbruck ( Áustria) | Medalha de prata   | Contrarrelógio por equipas |

### Ciclismo em pista
| Campeonato Mundial | Campeonato Mundial         | Campeonato Mundial | Campeonato Mundial |
| Ano                | Lugar                      | Medalha            | Competição         |
| ------------------ | -------------------------- | ------------------ | ------------------ |
| 2018               | Apeldoorn ( Países Baixos) | Medalha de prata   | Ómnium             |
| 2018               | Apeldoorn ( Países Baixos) | Medalha de bronze  | Scratch            |
| 2019               | Pruszków ( Polónia)        | Medalha de bronze  | Madison            |
| Campeonato Europeu |                            |                    |                    |
| Ano                | Lugar                      | Medalha            | Competição         |
| 2015               | Grenchen ( Suíça )         | Medalha de prata   | Ómnium             |
| 2018               | Glasgow ( Reino Unido)     | Medalha de ouro    | Madison            |
| 2019               | Apeldoorn ( Países Baixos) | Medalha de ouro    | Madison            |

## Palmarés

### Pista
2012 (como amador)
- Campeonato da Dinamarca Pontuação
- Campeonato da Dinamarca Scratch
- Campeonato da Dinamarca Omnium

2014 (como amador)
- 6 Dias da Rosa Omnium

2015
- Campeonato Europeu Perseguição sub-23
- Campeonato Europeu Omnium sub-23
- 2.ª no Campeonato Europeu Omnium

### Estrada
2014 (como amador)
- Campeonato da Dinamarca em Estrada

2015
- 3.ª no Campeonato de Dinamarca Contrarrelógio
- Campeonato da Dinamarca em Estrada
- 1 etapa do Lotto Belgium Tour

2016
- 2ª no Campeonato da Dinamarca em Estrada
- 1 etapa do Boels Rental Ladies Tour
- Campeonato Mundial em Estrada

2017
- Tour de Drenthe feminino
- 3ª no Campeonato Mundial em Estrada

2018
- 1 etapa do The Women's Tour
- Campeonato da Dinamarca em Estrada
- 2 etapas do Boels Ladies Tour

2019
- Campeonato de Dinamarca em Estrada

## Resultados em Grandes Voltas e Campeonatos do Mundo
Durante a sua carreira desportiva tem conseguido os seguintes postos nas Grandes Voltas femininas e nos Campeonatos do Mundo em estrada:
| Carreira           | 2015 | 2016 | 2017 | 2018 | 2019 |
| ------------------ | ---- | ---- | ---- | ---- | ---- |
| Giro d'Italia      | -    | 37ª  | 69ª  | -    | -    |
| Tour de l'Aude     | X    | X    | X    | X    | X    |
| Grande Boucle      | X    | X    | X    | X    | X    |
| Mundial em Estrada | 25ª  | 1ª   | 3ª   | 71ª  | 13ª  |

-: não participa

Ab: abandono

X: edições não celebradas

## Equipas
- Boels Dolmans (2015-)